# Trixoscelis signifera
Trixoscelis signifera är en tvåvingeart som beskrevs av Axel Leonard Melander 1952. Trixoscelis signifera ingår i släktet Trixoscelis och familjen myllflugor.
Artens utbredningsområde är Kalifornien. Inga underarter finns listade i Catalogue of Life.